# Bill Brock
William Emerson Brock III (Chattanooga, Tennessee; 23 de noviembre de 1930-Fort Lauderdale, Florida; 25 de marzo de 2021) fue un político estadounidense miembro del  Partido Republicano que se desempeñó en ambas cámaras del Congreso de los Estados Unidos de 1963 a 1977 y más tarde en el Gabinete de los Estados Unidos de 1981 a 1987. Era también nieto de William Emerson Brock Sr., un senador demócrata que representó a Tennessee de 1929 a 1931.

## Primeros años y carrera
Brock era originario de Chattanooga, donde su familia era propietaria de una conocida empresa de dulces. Se graduó en 1949 de la McCallie School y en 1953 de la Universidad Washington y Lee en Lexington, Virginia en 1953 y posteriormente sirvió en la Marina de los Estados Unidos hasta 1956. Luego trabajó en el negocio de dulces de su familia. Brock se había criado como demócrata, pero se convirtió en republicano en la década de 1950. En 1962, fue elegido al Congreso por el tercer distrito del Congreso de Tennessee, con sede en Chattanooga. El tercero había sido durante mucho tiempo el único puesto de avanzada demócrata en el este de Tennessee tradicionalmente republicano; de hecho, la victoria de Brock puso fin a 40 años de control demócrata en el distrito.
Subrayando la inclinación conservadora de este distrito, Brock fue reelegido en 1964 por más de nueve puntos en medio del deslizamiento de tierra de 44 estados de Lyndon Johnson. Fue reelegido nuevamente en 1966 y 1968. Durante el mandato de Brock en la Cámara, votó a favor de la Ley de Derechos Civiles de 1968, pero votó en contra de la Ley de Derechos Civiles de 1964 y la Ley de Derechos Electorales de 1965.

## Senador de los Estados Unidos
Brock sirvió cuatro mandatos en la Cámara y luego ganó la nominación republicana para enfrentarse al senador estadounidense titular de tres mandatos. Albert Gore Sr. en 1970, derrotando al cantante de country Tex Ritter en las primarias. La campaña de Brock logró convertir en un problema la amistad de Gore con la familia Kennedy y el historial de votaciones de Gore, que era algo liberal para los estándares sureños, y lo derrotó. 
Mientras estuvo en el Senado, Brock fue un favorito del movimiento conservador, pero fue menos popular en casa; su personalidad era algo distante según los estándares de la mayoría de los políticos. Como senador estadounidense de primer año, logró mucho incluso como republicano minoritario. Fue el autor original de la Ley de Presupuesto del Congreso (S. 3984, 92 ° Congreso y S. 40, 93 ° Congreso) y, como minoría de rango del Comité de Operaciones Gubernamentales, el Subcomité de Presupuesto, Gestión y Gastos dirigió la elaboración del Presupuesto del Congreso. Cuenta. Patrocinó la legislación crediticia (Título V - Igualdad de oportunidades crediticias, HR 11211, 93 ° Congreso), conmemorada por una exhibición de los Archivos Nacionales de EE. UU., Que brinda acceso de mujeres al crédito, incluidas las tarjetas de crédito, al exigir a las instituciones financieras y otras empresas involucradas en la extensión de crédito para que el crédito esté igualmente disponible para todos y no para discriminar por "razón de sexo o estado civil". Fue copresidente del Comité Stevenson / Brock (S. Res.109, Comité Selecto Temporal para Estudiar el Sistema de Comités del Senado) con el Senador Adlai Stevenson III, que patrocinó el establecimiento del Comité de Energía del Senado de EE. UU., Así como la carga de trabajo, la programación, y reformas de personal y, lo que es más importante, reorganización de las jurisdicciones de los comités. Como miembro del Comité de Finanzas del Senado, promovió la mejora de los beneficios de desempleo, la revisión de los beneficios en efectivo y no en efectivo para los bajos ingresos, el análisis de experimentos negativos de impuestos sobre la renta, la transparencia de los márgenes, las enmiendas al código tributario y presentó el primer proyecto de ley de indexación de impuestos del Senado. Brock fue miembro de la Comisión de Papeleo, que según el editorial de Science "Commission on Paperwork" (23 de septiembre de 1977) emitió 25 informes y 750 recomendaciones para reducir el papeleo, lo que ahorra 3,5 millones de dólares al año. Y redactó una resolución de 1995 que proporcionaba el personal del comité personal para los miembros más jóvenes (S. Res 60). En todos estos, trabajó en estrecha colaboración con una amplia coalición de demócratas y republicanos para reunir a quienes tenían opiniones muy diversas. Esto fue apreciado por el personal y los miembros del comité profesional. Sus esfuerzos contribuyeron en gran medida a la "Era de la cooperación" del Congreso entre 1971 y 1977, durante la cual se llevaron a cabo importantes reformas, incluida la Ley de Agua Limpia de 1972, la Ley de Especies en Peligro de 1973, la Ley de Agua Potable Segura de 1974 y el Presupuesto y Control de Embargos del Congreso. Ley de 1974, todas las cuales fueron aprobadas sin votos de oposición en el Senado.
Fue considerado vulnerable en el ciclo electoral de 1976 y varios demócratas prominentes se postularon en las primarias demócratas del Senado de 1976 por el derecho a desafiarlo. El nombre más prominente y conocido, al menos inicialmente, fue probablemente el nominado a gobernador en 1970, John Jay Hooker; Sorprendentemente para la mayoría de los observadores, el ganador de las primarias fue Jim Sasser, quien había dirigido la campaña de reelección de 1970 de Albert Gore padre. 
Sasser pudo explotar el resentimiento persistente por el escándalo de Watergate, que había concluido solo unos dos años antes. Sin embargo, su estrategia de campaña más efectiva fue enfatizar cómo el rico Brock, a través del hábil uso del código tributario por parte de sus contables, había podido pagar menos de $2,000 en impuestos sobre la renta el año anterior; una cantidad considerablemente menor que la que pagan muchos habitantes de Tennessee de medios mucho más modestos. Sasser también fue ayudado por la popularidad del candidato presidencial demócrata Jimmy Carter en Tennessee, ya que el exgobernador de Georgia ganaría el estado por un margen de dos dígitos. Aunque comenzó con una ventaja de 30 puntos en las encuestas sobre Sasser, Brock perdería su candidatura a la reelección por un margen de 47% a 52%.
Antes de su reelección en el Senado, Brock estaba entre los que se consideraba que reemplazarían a Nelson Rockefeller como compañero de fórmula del presidente Gerald Ford en la  elecciones de 1976.

## Carrera posterior al Senado

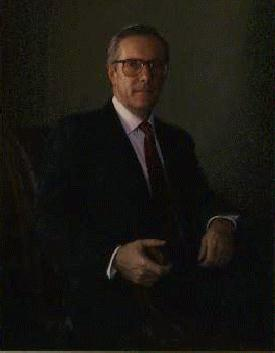
El retrato oficial de William E. Brock cuelga en el Departamento de Trabajo.

Después de dejar el Senado, Brock se convirtió en el nuevo presidente del Comité Nacional Republicano, cargo que ocupó de 1977 a 1981. Tras la elección de Ronald Reagan como presidente de EE. UU., Brock fue nombrado Representante de Comercio de EE. UU., Cargo que mantuvo hasta 1985, cuando fue nombrado Secretario de Trabajo.
Brock renunció a su puesto en el gabinete a fines de 1987 para ocupar el cargo de director de campaña de la campaña presidencial del senador Bob Dole. Dole, el subcampeón del vicepresidente George Bush, fue visto como un microgerente que necesitaba una personalidad fuerte como Brock para guiar su campaña. El comienzo tardío de Brock en el otoño de 1987 dejó poco tiempo para ayudar a encontrar una vía para reducir la ventaja sustancial de Bush en las encuestas nacionales. Además, muchos vieron a Brock como un gerente imperioso e inadecuado que malgastó los fondos de la campaña, principalmente en el personal de la sede nacional, dejando a Dole sin el dinero adecuado para una compra de medios del Súper martes. Dole y Brock tuvieron una pelea pública, y Brock despidió públicamente a dos de los consultores favoritos de Dole, ordenándolos que se bajaran del avión de campaña. Dole se retiró de la carrera a fines de marzo de 1988 después de perder primarias clave en Nuevo Hampshire, los estados sureños e Illinois. Brock se convirtió en consultor en el área de Washington D. C. En este punto, se había convertido en residente legal de Maryland. En 1994 ganó las primarias republicanas del Senado de los Estados Unidos en Maryland sobre el futuro convicto Ruthann Aron, pero fue derrotado (41% -59%) en las elecciones generales por el titular demócrata Paul Sarbanes.
En 1990, Brock recibió la Medalla Conmemorativa de Nueva Zelanda 1990. Brock fue miembro del Caucus ReFormers de Issue One.

## Fallecimiento
Brock falleció a los 90 años el 25 de marzo de 2021 en Fort Lauderdale, Florida después de un breve ataque de neumonía.